# Stazione di Momo
Stazione di Momo vasútállomás Olaszországban, Momo településen.

## Vasútvonalak
Az állomást az alábbi vasútvonalak érintik:
- Domodossola-Novara-vasútvonal

## Kapcsolódó állomások
A vasútállomáshoz az alábbi állomások vannak a legközelebb:
- Stazione di Vaprio d’Agogna
- Stazione di Sologno